# Schönbeck
Schönbeck là một đô thị ở huyện Mecklenburgische Seenplatte (trước thuộc huyện Mecklenburg-Strelitz), bang Mecklenburg-Vorpommern, Đức. Đô thị này có diện tích 24,33 km², dân số thời điểm 31 tháng 12 là 465 người.